# تلوث سفن سياحية في أوروبا

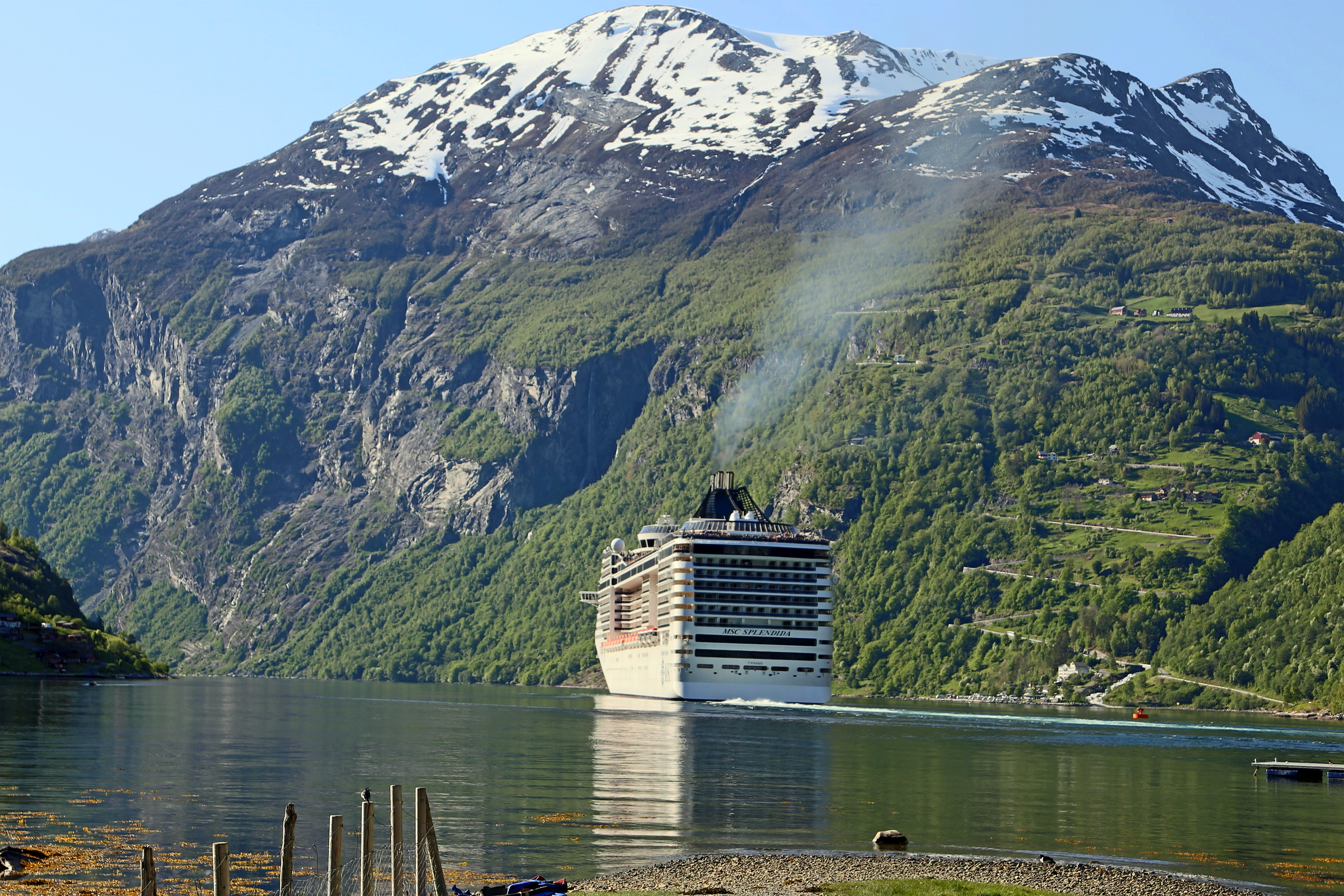
سفينه سياحية

تلوث السفن السياحية في أوروبا جزء كبير من الأثر البيئي للسفن. معظم شركات السفن السياحية التي تعمل في الأماكن الاقتصادية الحصرية لأوروبا (إي إي زد) جزء من إحدى مجموعتي شركات كبيرتين: كارنيفال كوربرايشن & بي ال سي، ومجموعة رويال كاريبيان. في عام 2017، تسببت رحلات كارنيفال السياحية وحدها بعشرة أضعاف تلوث الهواء الناتج عن كل سيارات أوروبا مجتمعة (أكثر من 260 مليون سارة)، إذ يصدر وقود السفن نحو 2,000 ضعف كمية أكسيدات الكبريت (SOx) التي يصدرها وقود الزيدل. كل الرحلات السياحية معًا شكلت أيضًا 15% من جسيمات أكسيد النتروجين (NOx) التي أصدرتها كل مركبات أوروبا الخاصة بنقل الركاب، وأصدرت كميات كبيرة من ثنائي أكسيد الكربون (CO2) والفوسفور (P4)، والسناج، والمعادن الثقيلة، وجسيمات معلقة أخرى في الهواء أيضًا.

## خلفية
تطورت سفن الرحلات السياحية الحديثة عن عابرات المحيط المنتظمة، التي كانت أكثر وسيلة نقل استخدامًا بين أوروبا والأمريكتين حتى بزوغ الطيران التجاري في خمسينيات القرن العشرين. خفضت الرحلات الجوية بشكل كبير الوقت اللازم للسفر عبر المحيط الأطلسي وشكلت منافسة لا يمكن هزيمتها أمام عابرت المحيط المنتظمة فيما يتعلق بالسرعة. لينجو هذا القطاع، فقد تحولت عابرات المحيط إلى سفن سياحية في منتصف ستينيات القرن العشرين عن طريق جذب الركاب بالتركيز على الرحلة نفسها والترفيه ومشاهدة المعالم السياحية، والتركيز بشكل أقل على نقل الركاب من النقطة أ إلى النقطة ب. أسست شركات السفن السياحية كالنرويجية (1966) ورويال كاريبيان إنترناشيونال (1968) وكارنيفال كروز لاين (1972) بتعاقب سريع، وتمكنوا عبر السنين من التوسع ببناء سفن رحلات سياحية أكبر تأخذ ركابًا أكثر فأكثر (21 مليون حول العالم في عام 2013)، ما أثر سلبًا على البيئة بشكل متزايد.

## أكثر مدن وبلدان الموانئ تلوثًا
وفقًا لدراسة أجريت عام 2019 من قبل الاتحاد الأوروبي للنقل والبيئة، فإن مدن الموانئ التالية هي الأكثر تلوثًا بسبب السفن السياحية الداخلة إلى مرافئها (البيانات من عام 2017):
1. برشلونة، إسبانيا: 32.8 طن من أكاسيد الكبريت SOx
2. بالما ميورقة، إسبانيا: 28 طن من أكاسيد الكبريت SOx
3. البندقية، إيطاليا: 27.5 طن من أكاسيد الكبريت SOx
4. ساوثهامبتون (بما فيها مارتشوود)، المملكة المتحدة: 27.1 طن من أكاسيد الكبريت SOx
5. تشيفيتافيكيا (قرب روما)، إيطاليا: 23.3 طن من أكاسيد الكبريت SOx
6. بيرايوس (قرب أثينا)، اليونان: 21 طن من أكاسيد الكبريت SOx
7. فونشال (على جزيرة ماديرا)، البرتغال: 18 طن من أكاسيد الكبريت SOx
8. ليفورنو، إيطاليا: 16.3 طن من أكاسيد الكبريت SOx
9. لشبونة، البرتغال: 16.1 طن من أكاسيد الكبريت SOx
10. سانتا كروز دي تينيريفه 15.6 طن من أكاسيد الكبريت SOx

البلدان الأوروبية التالية كانت هي الأكثر تعرضًا لتلوث الهواء بسبب السفن السياحية (البيانات من عام 2017):
1. إسبانيا: 14,496 طن من أكاسيد الكبريت SOx
2. إيطاليا: 13,895 طن من أكاسيد الكبريت SOx
3. اليونان: 7,674 طن من أكاسيد الكبريت SOx
4. فرنسا: 5,950 طن من أكاسيد الكبريت SOx
5. النرويج: 5,261 طن من أكاسيد الكبريت SOx